# 甲陽軍鑑

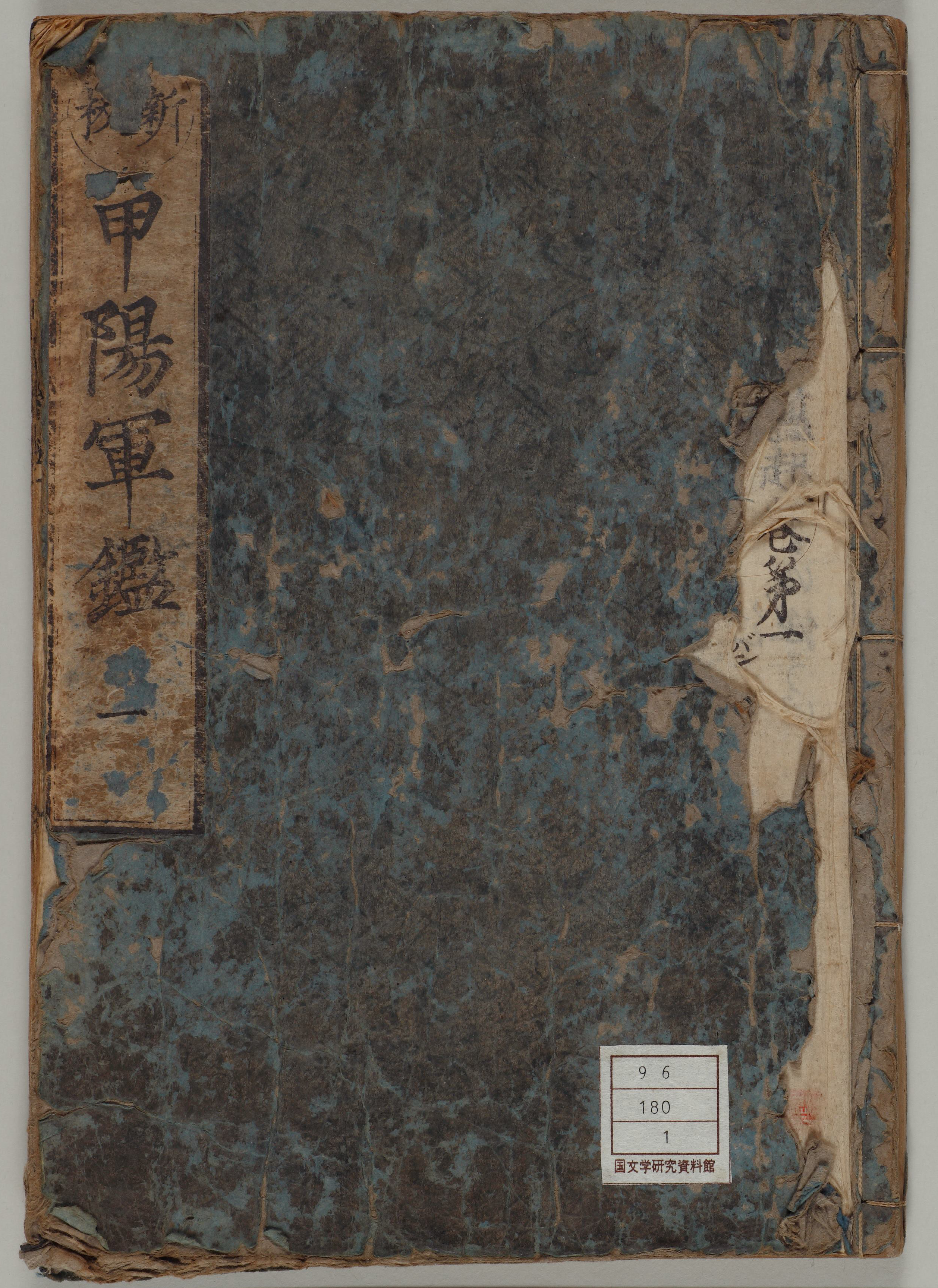
『甲陽軍鑑』国文研鵜飼本(明暦2年・1656年刊）

『甲陽軍鑑』（こうようぐんかん）は、甲斐国の戦国大名である武田氏の戦略・戦術を記した軍学書である。起巻、目録、本書20巻23冊全60品、末書2巻。武田信玄・勝頼期の合戦記事を中心に、軍法、刑法などを記している。
古刊本の写本の巻10末に寛永9年（1632年）の尾畑勘兵衛の識語があり、寛永12・13年頃から閲読の記録が残っている。

## 概要

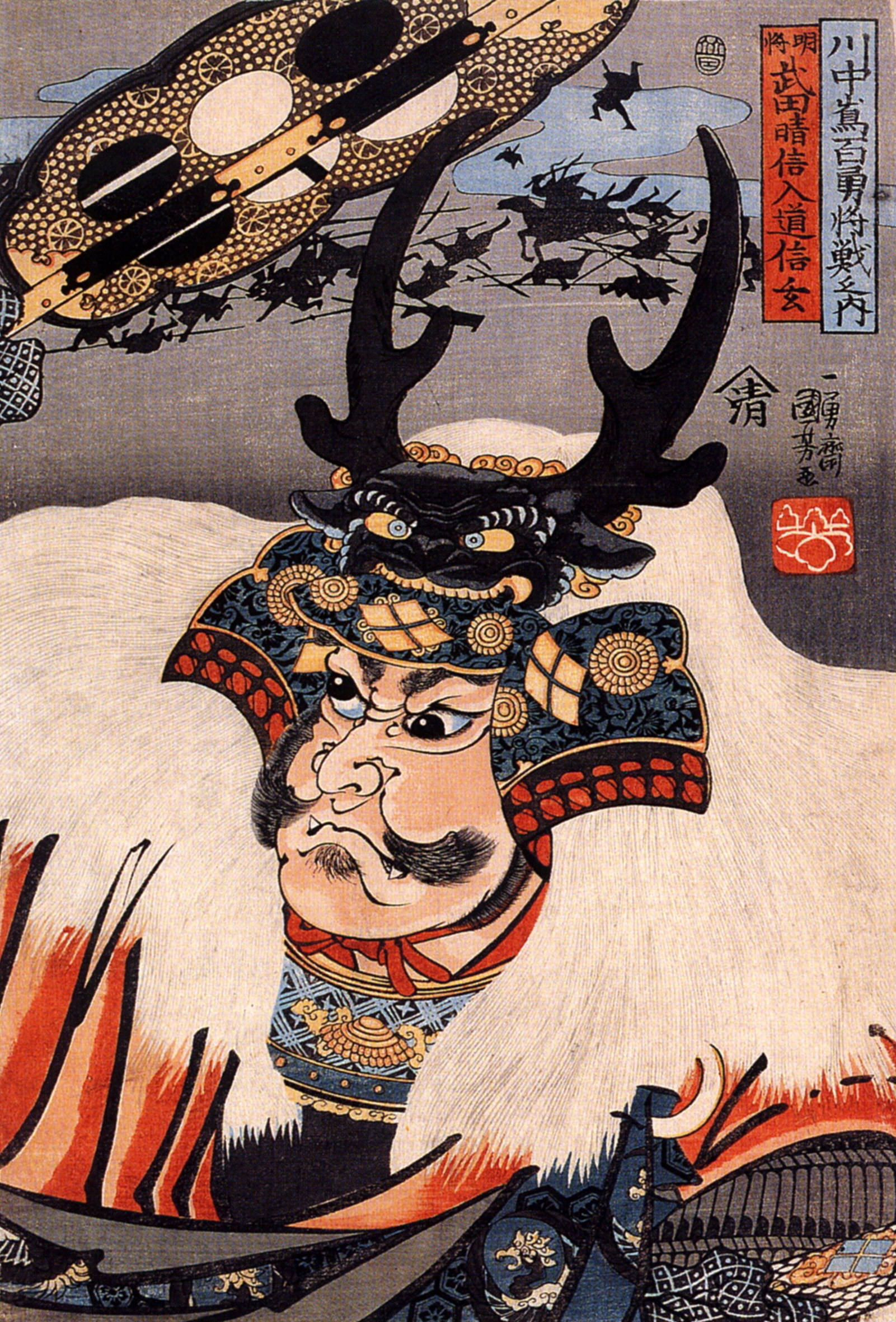
武田信玄

内容は信虎時代の国内統一を背景に領国拡大を行った武田信玄を中心に、武田家や家臣団の逸話や事跡の紹介、軍学などが雑然と構成され、軍学以外にも武田家の儀礼に関する記述などが豊富で、注目される記述も多い。
1582年（天正10年）に武田氏は織田・徳川連合軍の侵攻により滅亡したが、織田信長の死後、徳川家康が甲州を支配するようになり武田遺臣を用いる方針を取ったため、甲州流軍学が盛んになった。本書は甲州流軍学の聖典とされ、江戸時代には出版されて広く流布し、読み物として親しまれた。『甲陽軍鑑評判』などの解説書や信虎・晴信（信玄）・勝頼の三代期を抽出した片島深淵子『武田三代軍記』なども出版された。江戸期の講談や歌舞伎をはじめ、明治以後の演劇・小説・映画・テレビドラマ・漫画など武田氏を題材とした創作世界にも取り込まれ、現代に至るまで多大な影響力を持っている。
刊本には古写本を底本とした酒井憲二『甲陽軍鑑大成』や明暦年間の流布本を底本とした磯貝正義・服部治則校注『甲陽軍鑑』（人物往来社、1965年）などの諸本がある。

## 成立経緯と史料的評価

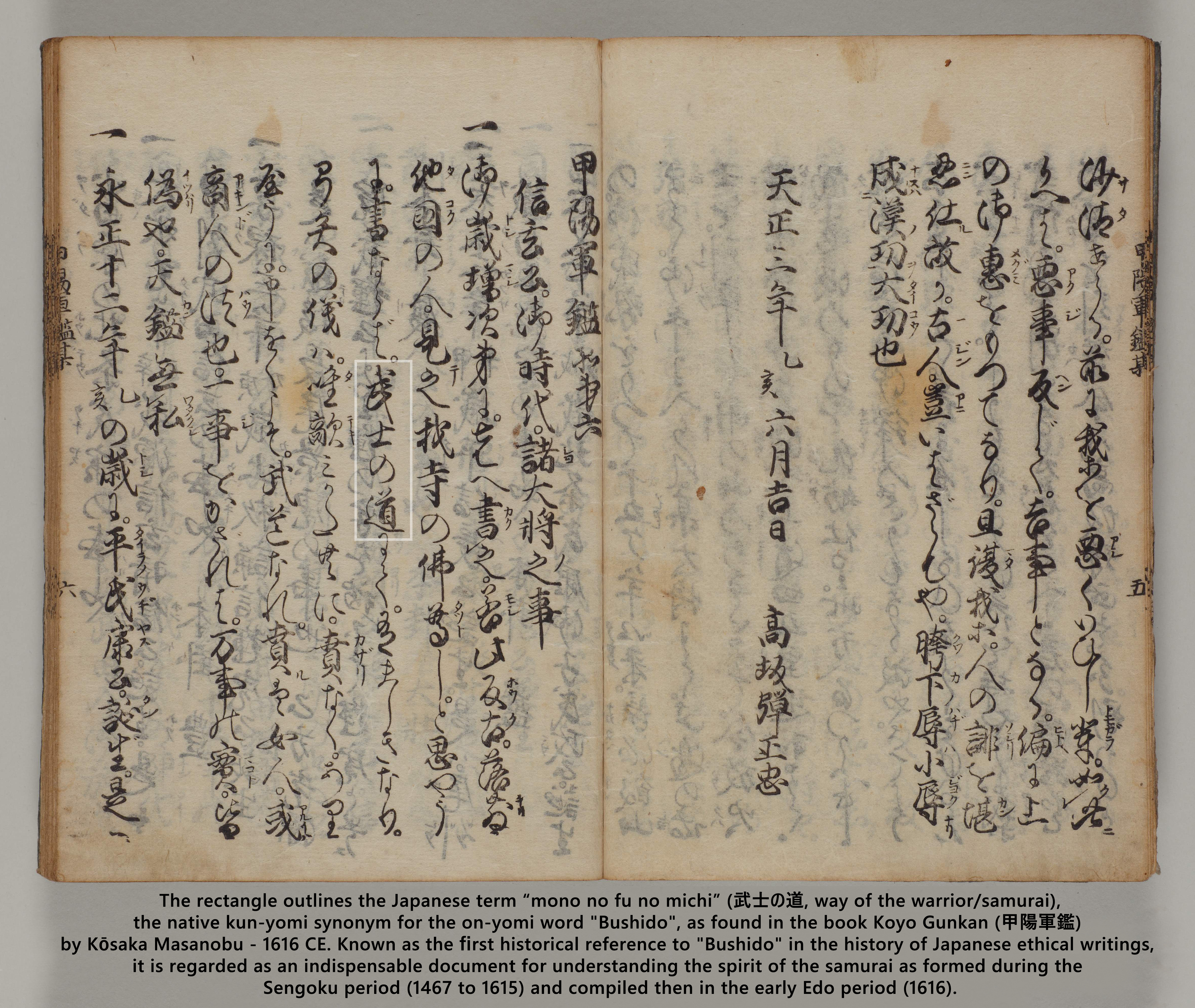
「武士の道」という言葉（もののふ‐の‐みち）

『甲陽軍鑑』（以後『軍鑑』と略記）の成立は、『軍鑑』によれば天正3年（1575年）5月から天正5年（1577年）で、天正14年（1586年）5月の日付で終っている。甲陽軍鑑の成立時期は武田家重臣が数多く戦死した長篠の戦いの直前にあたり、『軍鑑』に拠れば信玄・勝頼期の武田家臣である高坂弾正昌信（春日虎綱、以後「虎綱」と記述する）が武田家の行く末を危惧し、虎綱の甥である春日惣次郎・春日家臣大蔵彦十郎らが虎綱の口述を書き継いだという体裁になっており、勝頼や跡部勝資、長坂光堅ら勝頼側近に対しての「諫言の書」として献本されたものであるとしている。
虎綱は天正6年に死亡するが、春日惣次郎は武田氏滅亡後、天正13年に亡命先の佐渡島において没するまで執筆を引き継いでいる。翌天正14年にはこの原本を虎綱の部下であった「小幡下野守」が入手し後補と署名を添えているが、この「小幡下野守」は武田氏滅亡後に上杉家に仕えた小幡光盛あるいはその実子であると考えられており、小幡家に伝来した原本が近世に刊行されたものであると考えられている。
さらに、これを武田家の足軽大将であった小幡昌盛の子景憲が入手しさらに手を加えて成立したものと考えられており、『軍鑑』の原本は存在していないが、元和7年の小幡景憲写本本が最古写本として残されている。景憲は『軍鑑』を教典とした甲州流軍学を創始し幕府をはじめとした諸大名家に受け入れられており、この頃には本阿弥光悦ら同時代人も『軍鑑』に触れたことを記している。
『軍鑑』は、近世には武家のみならず庶民の間でも流布する一方、江戸時代から合戦の誤りなどが指摘されていた。肥前平戸藩主の松浦鎮信の著で、元禄9年（1696年）頃の成立の『武功雑記』によると、山本勘介の子供が学のある僧となり、父の事跡を虎綱の作と偽り『甲陽軍鑑』と名付けた創作と断じている。湯浅常山の『常山紀談』にも、「『甲陽軍鑑』虚妄多き事」と記述されている。
明治時代以降は実証主義歴史学が主流となり、実証性が重視される近代歴史学においては『太平記』『太閤記』などの編纂物と同様に、基礎的事実や年紀の誤りから歴史研究の史料としての価値が否定され、景憲が虎綱の名を借りて偽作したものであると見なされるようになった。代表的な論文は、1891年（明治24年）には田中義成「甲陽軍鑑考」『史学会雑誌』（14号、史学雑誌）である。この論文において、文書や記録資料との比較から大きな誤りが多いと指摘し、甲陽軍鑑は高坂弾正（春日虎綱）の著作ではなく、江戸初期に小幡景憲が武田遺臣の取材をもとに記した記録物語であるとした。戦後の実証的武田氏研究においても、文書や『高白斎記（甲陽日記）』『勝山記』ら他の記録資料や対照からも誤りが多いことが指摘されていた。
一方で、『日本国語大辞典』などの国語辞典類や武家故実の基本的参考書とされる『武家名目抄』では、『軍鑑』の語彙・語句が数多く採用されている。また、日本の倫理思想史では「武士道」の初出史料として知られ、戦国時代に形成された武士の思想を江戸初期に集大成した武士の心組みを知るために欠くことのできない文献だと評価し、日本史学との扱いの差を見ることができる。

## 酒井憲二の研究による見直しと再評価
国語学者の酒井憲二は1990年代から『軍鑑』に関する国語学的、文献学的、書誌学的検討を行い、酒井は軍鑑の研究水準を大きく引き上げたとされる。
酒井は、『軍鑑』の様々な版本と写本を、文献学的・書誌学的に照らしてそれぞれ系統的に整理し、テキストの底本とすべき写本を確定させた。酒井の軍鑑研究は、『甲陽軍鑑大成 第四巻 研究編』（汲古書院、1995年1月、ISBN 4-7629-3329-5）にまとめられている。また、『甲陽軍鑑大成 本文編上・下』を版行した。
酒井の研究の主要な結論を以下にまとめる。
- 『軍鑑』は本来全23冊構成であること。
- 『軍鑑』の原本は、主に虎綱の口述・口語りを猿楽者・大倉彦十郎が筆記することで成立したと考えられる。虎綱の死後は、甥の春日惣次郎によって書き継がれた。しかし武田氏滅亡以降、惣次郎は浪々の苦境にあり、原本は傷んでいった。それをおそらく小幡光盛から入手した小幡勘兵衛景憲（江戸時代の軍学者）は、傷んだ原本の書写に努め、元和7年（1621年）頃に写本を作り上げた（この写本は現存しない）。写本の中に「小幡勘兵衛が書き写した」との景憲自身の注意書きがあり、景憲の書写態度は、傷んで写し難い箇所は「切れて見えず」という注釈を190数箇所もしているように原本に忠実であり、加筆や潤色などがあっても、最小限に留められたであろうと判断できる。
- 『軍鑑』本来の本文は、息の長い一センテンス文、類語の積み重ねによる重層表現、新興語、老人語（古語）、俗語、甲斐・信濃の方言や庶民が使用する「げれつことば」など、室町末期の口語り的要素を色濃く残している。このような文章を、小幡景憲の世代が真似て書くことはできない。景憲の役割は、謹直な写し手、つまり写本の作成者であって、通説のような編纂者や著者では有り得ない。
- 幾多の合戦を信玄と共にした虎綱ならば犯すはずのない誤りが少なくないと言われるが、「存じ出だし次第書するにつき、年号、よろづ不同にして、前後みだりに候とも」（巻一末尾）、「人の雑談にて書き写し候へば、定めて相違なる事ばかり多きは必定ばれ共」（巻五）などの自ら断っている通りであって、史料として限界があるのは当然である。特に口述筆記という史料の性格上、年月に記憶の錯誤があるのは必然である（誰しも10年、20年前の出来事の日時を正確に語るのは難しい）。むしろ、その誤謬が何故起こったのかを考察すべきで、誤謬があるからといって『軍鑑』の価値を下げることはできない。
- 軍鑑は、「勝頼公御代のたくらべになるべき」事を願って、信玄遺臣の立場から新君勝頼公とその側近跡部勝資・長坂光堅への陳言書として書かれたものを根幹としている。
- 酒井は時期を遡るほど古い言葉遣いになっているはずという考えで全国にある甲陽軍鑑を調べ、原本に最も近いと思われる写本について、戦国時代末に来日した宣教師が作った日葡辞書が作られた時代より言葉使いが古かったとし、従来の江戸時代作成という定説に反論している。

この酒井の国学的研究を嚆矢に、平山優、小和田哲男、黒田日出男らが実証的研究の立場から『軍鑑』を再評価した。『軍鑑』を厳しく評価する笹本正治も、武家故実や戦国人の習俗などの記述については史実を伝えていると判断を下している。
また、近代以降の『軍鑑』の価値を決定づけた田中論文にも批判的検討が加えられた。田中論文は、書誌学的・文献学的手続きが不十分で、今日の学問的水準からすれば説得力ある考証・論証とは言いがたく、そもそもこの論文は田中が30歳の若い時に記した5ページ強の小論に過ぎない。田中が指摘した誤りも後の研究で克服されている。田中が指摘した誤りの一例に「長閑斎」問題がある。これは天正3年（1575年）5月21日の長篠の戦いの前日の日付に比定される「長閑斎」宛武田勝頼書状（「神田孝平氏旧蔵文書」）において、武田領国のうちのいずれかの城を守備を任されていた「長閑斎」が勝頼に飛脚を派遣した内容である。従来、この「長閑斎」は勝頼側近で長篠合戦において主戦論を主張した長坂光堅（釣閑斎）に比定され、1960年（昭和35年）には高柳光寿『長篠之役』において『甲陽軍鑑』の誤りを示す実例として指摘された、これに対し、2009年（平成21年）には平山優が「長閑斎孝」『戦国史研究』58号において「長閑斎」は駿河久能城主の今福長閑斎（『軍鑑』では浄閑斎）に比定されることを指摘する。他の軍鑑収録文書も、多くは『戦国遺文 武田氏編』などに原本や良質な写しが確認できる。それ以外の文書も、幾つか検討を要する文章が含まれ日時や人物の官位などに誤りや改変が加えられてはいるものの、内容は史料批判すれば史料として使え、軍鑑の史料的価値が低い証拠には成り得なくなっている。

## 勝頼の評価
『軍鑑』においては、勝頼期の武田家に関して跡部勝資・長坂光堅ら勝頼側近が専横を極め、天正3年の長篠の戦いにおいては跡部・長坂らが合戦に反対する譜代家臣らに対し主戦論を主張し大敗を招くなど、新興側近層と譜代宿老層の対立構図として武田家の事情を記し、勝頼や勝頼側近について不当に貶められていると指摘されている。例えば跡部勝資・長坂光堅は武田家の滅亡に際し勝頼を見捨てて逃亡したとしているが、『信長公記』『甲乱記』など他の記録資料によれば彼らは勝頼に殉じて自害したと記している。
『軍鑑』に記される信玄死去の三年秘匿や、勝頼嫡男の信勝元服に際した勝頼隠居の可能性などは文書上からも認められ、また信玄後期から勝頼期には武田領国の拡大に伴い譜代家老は城代として領域各地に赴任し、当主側近には跡部勝資ら側近層が常駐し、彼らは朱印状奉者を独占的に務めていることも指摘され、具体的逸話の信憑性に関しては慎重視されるものの、『甲陽軍鑑』の記す新興側近層と譜代家老層の対立構図などは武田家の実態を反映している可能性が考えられている。

## 末書の新発見
2018年6月、末書の未発見であった部分が都内の民家で発見された。そこには「末書四冊は本編の足らざるところを詳しく書いた」と記されていた。武田家は領地拡大により新家臣が増えるにつれ、新家臣と古参家臣を縁組みさせ、小宰相という女性が信玄に家臣の家同士の縁組みについて意見を述べていたという。黒田日出男はこの縁戚関係による結びつきが武田家の強い結束の要因とする。また、信玄は天下をとろうとしていて、信玄は他所の国の地形を聞き出して絵図を書かせ、集めた絵図は東北から中国地方へ37カ国に及び、天下取りの拠点として現在の神奈川県座間市の星谷寺あたりとみられる”ほしのや”と呼ばれる場所を選定していたとされる。

## テクスト
- 山田弘道 校訂・編集
  - 『甲陽軍鑑 上』〈甲陽叢書第1篇〉、温故堂、1892年。
  - 『甲陽軍鑑 下』〈甲陽叢書第2篇〉、温故堂、1893年。
- 『甲陽軍鑑』 高坂弾正[他] 甲斐志料刊行会 1934年10月
- 『甲陽軍鑑』 高坂昌信[他] 筑摩書房（ちくま学芸文庫） 2006年12月
- 『国立国会図書館デジタルコレクション 甲陽軍鑑・坤巻、甲陽軍鑑末書』 第5、甲斐叢書刊行会〈甲斐叢書〉、1933年。
- 甲斐志料刊行会 編『国立国会図書館デジタルコレクション 甲陽軍鑑（本編20巻）』 9巻、甲斐志料刊行会〈甲斐志料集成〉、1935年。
- 『甲陽軍鑑 第1』 古川哲史 岩波書店（岩波文庫） 1950年
- 『戦国史料叢書 第3』 人物往来社 1965年
- 『戦国史料叢書 第4』 人物往来社 1965年
- 『戦国史料叢書 第5』 人物往来社 1966年
- 『甲陽軍鑑』 吉田豊 徳間書店 1971年
- 『甲斐叢書 第4巻』 甲斐叢書刊行会 第一書房 1974年11月
- 『甲斐叢書 第5巻』 甲斐叢書刊行会 第一書房 1974年11月
- 『甲斐叢書 第9巻』 甲斐叢書刊行会 第一書房 1974年11月
- 『甲陽軍鑑』 腰原哲朗 教育社（教育社歴史新書; 4～6） 1979年9月
- 『甲陽軍鑑』 腰原哲朗 教育社 1980年11月
- 『甲陽軍鑑』 勉誠社（古典資料類従; 20～23） 1979年3月
- 『甲陽軍鑑』 土橋治重 矢立出版 1981年9月
- 『甲陽軍鑑大成 第3巻（索引篇）』 酒井憲二 汲古書院 1994年12月
- 『甲陽軍鑑大成 第2巻（本文篇下）』 酒井憲二 汲古書院 1994年8月
- 『甲陽軍鑑大成 第1巻（本文篇上）』 酒井憲二 汲古書院 1994年4月
- 『甲陽軍鑑大成 第4巻（研究篇）』 酒井憲二 汲古書院 1995年1月
- 『甲陽軍鑑大成 第5巻（影印篇 上）』 酒井憲二 汲古書院 1997年10月
- 『甲陽軍鑑大成 第6巻（影印篇 中）』 酒井憲二 汲古書院 1997年12月
- 『甲陽軍鑑大成 第7巻（影印篇 下）』 酒井憲二 汲古書院 1998年1月